# Linde Waber

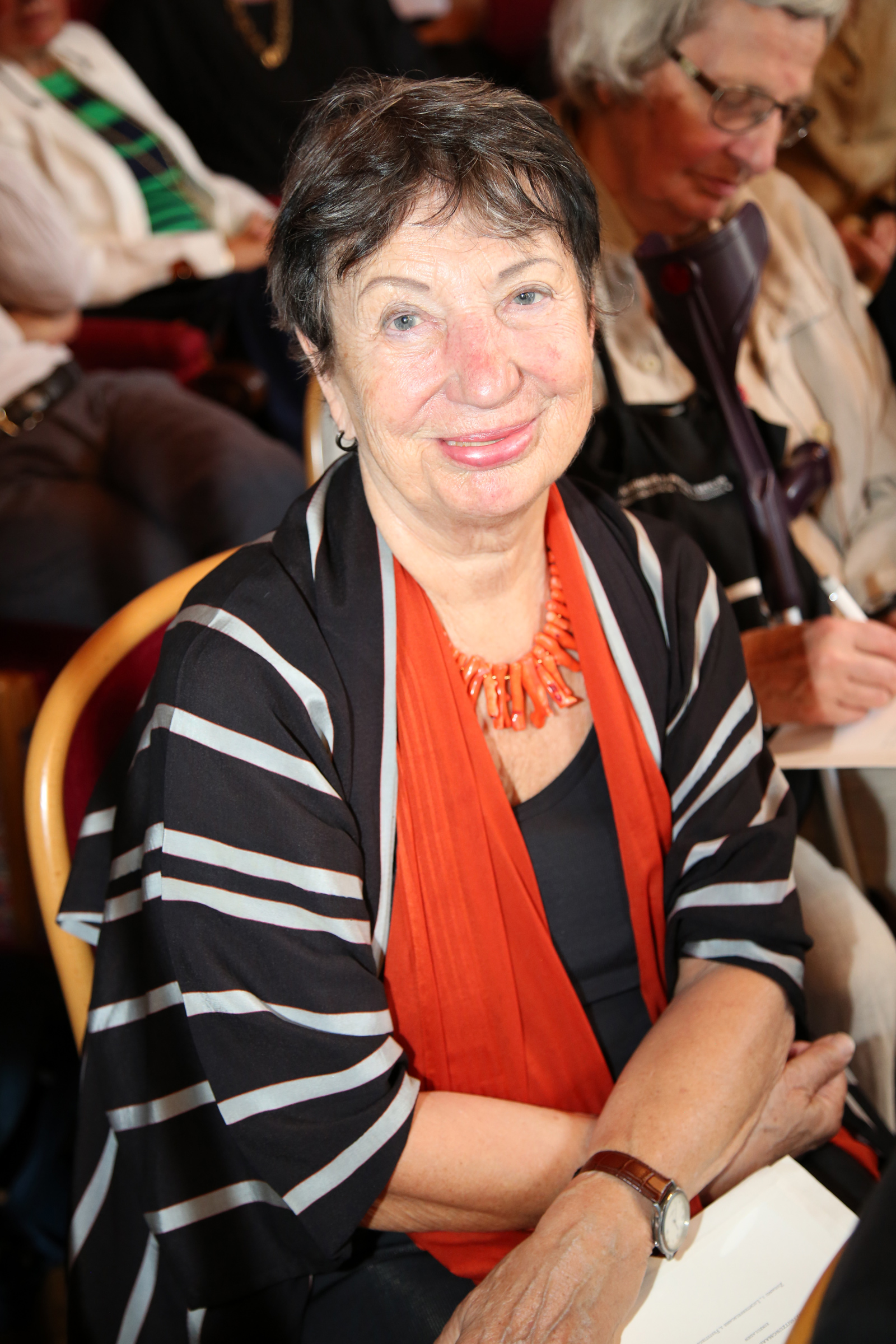
Linde Waber (2015)

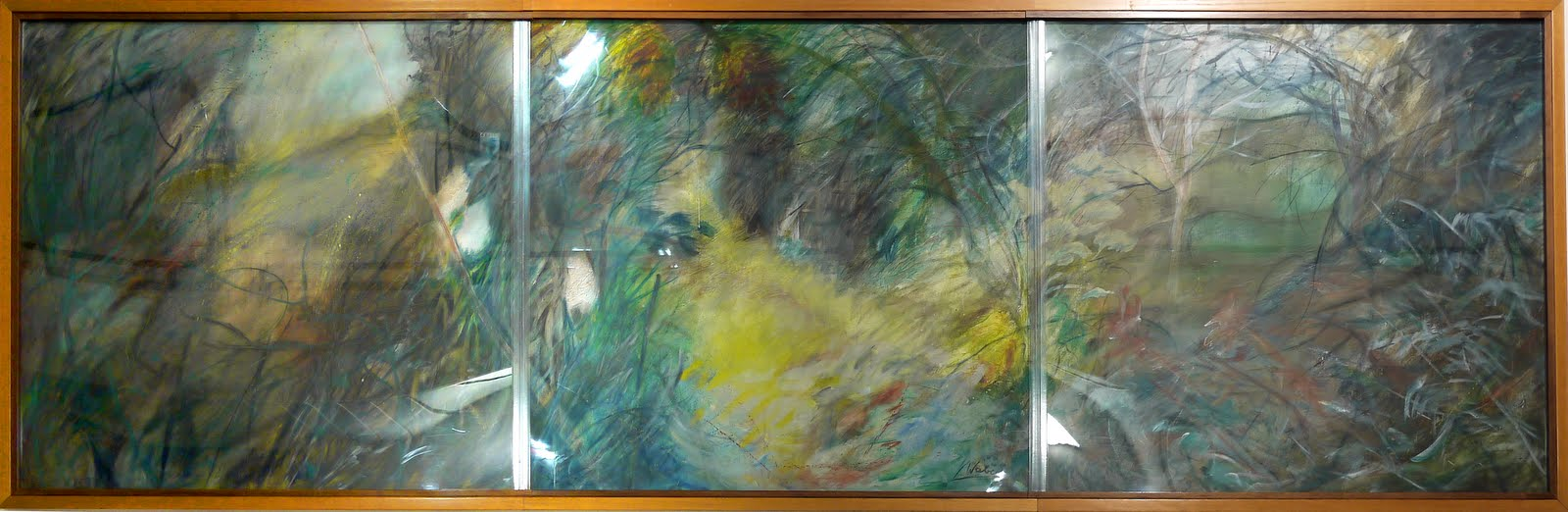
Gemälde in Block C3/C4 im Wohnpark Alt-Erlaa

Linde Waber (* 24. Mai 1940 in Zwettl, Niederösterreich) ist eine österreichische Grafikerin und Malerin.

## Leben
Waber studierte an der Akademie der bildenden Künste Wien. Begonnen hat Waber mit Farbholzschnitten, zwischen und neben den Kindern (* 1974, * 1977). Seit 1988 macht sie die sogenannten Tageszeichnungen, wie ein Tagebuch, also jeden Tag eine Zeichnung. Ein zweiter Schwerpunkt ihrer Arbeiten sind die Atelierbesuche bei anderen Künstlern.
1961 erhielt sie den Oskar-Kokoschka-Preis der Stadt Salzburg.

## Publikationen
- mit Rainer Pichler. Vorstadt.   Graphik : Linde Waber / Text : Rainer Pichler. Eigenverlag, Wien 1975
- mit Friederike Mayröcker, Umbra. Der Schatten. Zu Arbeiten von Linde Waber. Hora Verlag, Wien 1989, ISBN 3-213-00028-0.
- mit Bodo Hell (Text, Fotos): An der Wien. Holzschnitte, GaussPlatz11-Verlag, Wien 1997.
- mit Bodo Hell (Prosa), Hil de Gard: Ma(h)lzeit. Bildband, Edition Thurnhof, Horn 1997, ISBN 3-900678-24-3.
- mit Hil de Gard (Redaktion): Genius loci. Atelierzeichnungen Hausbesuche. 1982 - 2003. mit literarischen Beiträgen von allen im Katalogbuch vorkommenden Schriftstellern, Partituren der Komponisten, Statements der Künstlerinnen und Künstler, Ausstellung, Künstlerhaus Wien, Wien 2003, ISBN 3-85476-095-7.
- mit Renald Deppe, Bodo Hell, Brigitta Höpler: Linde tröstet Schubert. Waber retrospektiv und Weggefährten. Ausstellung, Leopold Museum, Mandelbaum-Verlag, Wien 2010, ISBN 978-3-85476-332-1.

## Audio
- Heinz Janisch: Hausbesuche. Menschenbilder 23. Mai 2010.[3]